# 870
Cette page concerne l'année 870  du calendrier julien. Pour l'année 870 av. J.-C., voir 870 av. J.-C.
L'année 870 est une année commune qui commence un dimanche.

## Événements
- Printemps : Basile Ier relance l’offensive byzantine contre les Pauliciens en Asie Mineure[1]. Il cherche à contrôler systématiquement les routes d’invasion et à étendre ses frontières. Après un premier échec (871), les Byzantins réussissent à s'emparer de Tephrik en 872[2].
- 20 juin[3] : début du califat d'Ahmad al-Mutamid (fin en 892). Sous le califat d’al-Mutamid, son frère al-Muwaffaq se comporte en véritable régent et maintient l’autorité du calife.

- Début du règne d'Aditya Ier, roi Chola de Tanjore en Inde (fin en 907)[4].
- En Égypte, Ahmad Ibn Touloun fonde Al-Qatai (« les concessions ») au nord de Fostat (Le Caire)[5]. Il distribue des lots de terrains aux officiers turcs et construit une mosquée et un palais.

### Europe
- Janvier[6] : Charles le Chauve est à Nimègue pour négocier avec le chef Viking Roric[7].
- 6 janvier : Basile Ier associe son fils Léon à l’empire byzantin[3]
- 22 janvier : Charles le Chauve épouse Richilde, sœur de Boson de Provence, à Nimègue[8].
- 28 février : clôture du quatrième concile œcuménique de Constantinople qui promulgue 27 canons[9]. Le 11e canon condamne la trichotomie (l'homme est composé d'un corps, d'une âme et d'un esprit) au profit de la dichotomie (l'homme est composé d'un corps et d'une âme)[10]. L'empereur Basile Ier convoque quelques jours plus tard une conférence réunissant les légats du pape, ceux d'Orient et le patriarche Ignace, pour entendre les envoyés de Boris Ier de Bulgarie. À son issue, la Bulgarie est rattachée à la juridiction du patriarcat œcuménique. Le clergé grec organise l’Église bulgare, mais Boris Ier de Bulgarie obtient un archevêque et des évêques bulgares pour préserver l’indépendance de son Église[11].
- Mai : Méthode devenu archevêque de Sirmium à la demande de Koceľ, fils de Pribina, se rend auprès de Rastislav en Moravie, qui fait avec la Pannonie partie de sa juridiction. Mais Rastislav est renversé par son neveu Svatopluk à la faveur des troubles provoqués par l'invasion de la Grande-Moravie par Carloman de Bavière, à qui Svatopluk a fait allégeance. Méthode est arrêté par les Francs et traduit devant un synode à Ratisbonne en novembre[12].

8 août : partage de la Lotharingie au traité de Meerssen.

- Juin : Charles le Chauve réunit une diète synodale à Attigny où il reçoit des envoyés de son frère Louis le Germanique pour négocier le partage de la Lotharingie. Son fils Carloman, qui s'est révolté et a renoncé à la vie religieuse, est emprisonné à Senlis et ses abbayes lui sont confisquées[13].

- 8 août : partage de la Lotharingie entre la Francia occidentalis et la Francia orientalis au traité de Meerssen[8]. Charles le Chauve, après avoir acquis une bonne part de la Lotharingie et augmenté son lot de la Provence, devient le nouvel homme fort de l’Occident. L'Alsace est donnée à Louis le Germanique.
- 29 août : les Aghlabides arrachent Malte à l'Empire d'Orient[14].
- 26 septembre : Louis le Germanique convoque un concile à Cologne présidé par Liutbert de Mayence[13], qui symbolise l'union des Églises de Saxe et de Lotharingie. Des envoyés du pape Adrien II réclament en vain l'héritage la Lotharingie pour l'empereur Louis II d'Italie[15].
- 9 octobre : Charles le Chauve est à Saint-Denis. Il rassemble des troupes puis marche sur Lyon et Vienne[16].

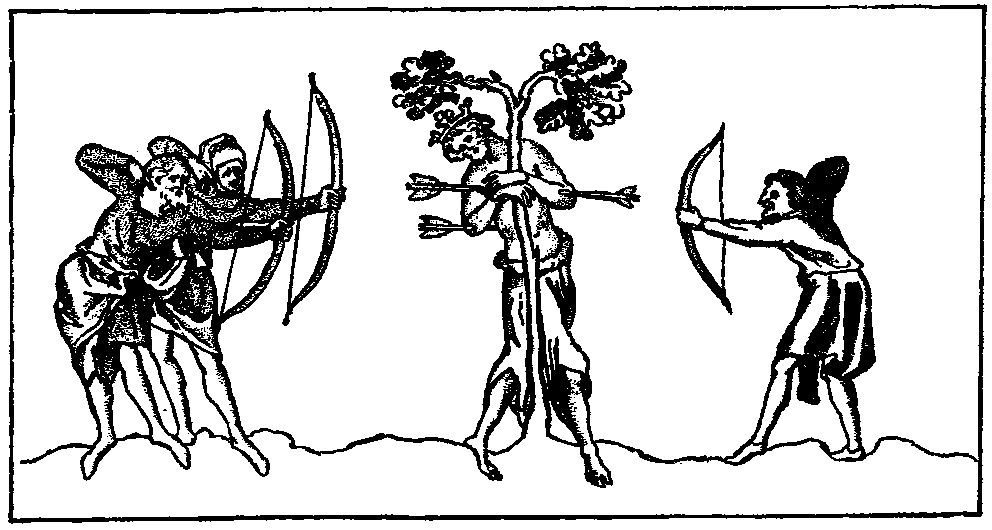
20 novembre : martyre d'Edmond

- 20 novembre : bataille de Thetford, au cours de laquelle les Vikings, qui ont, sous la conduite d'Ivar, envahi l'Est-Anglie, mettant le pays à feu et à sang, battent le roi Edmond (Saint Edmond), qui est massacré après la défaite pour avoir refusé de se soumettre à un païen. Le royaume d'Est-Anglie passe tout entier sous la domination danoise. Début d'une Année terrible en Angleterre (870-871).
- Louis le Germanique tient une assemblée générale à Ratisbonne pour célébrer la victoire de son fils Carloman sur les Moraves. Rastislav roi de Grande-Moravie, détrôné par son neveu Svatopluk, prince de Nitra, est livré aux Francs, jugé par l'assemblée qui le condamne à mort. Louis le Germanique le fait énucléer et le jette en prison où il meurt. Lors de la même assemblée, Méthode est traduit devant un synode présidé par l’archevêque de Salzbourg et condamné à être enfermé dans un monastère bavarois où il reste jusqu'en 873[15].
- 22 décembre : arrivée à Rome des légats du pape[17]. Pris par des pirates narentins pendant leur voyage de retour après le concile de Constantinople, ils sont libérés contre rançon. La flotte byzantine ravage le littoral slave en représailles et les Narentains et les Serbes du littoral reconnaissent la suzeraineté de Byzance[18].
- 24 décembre : les troupes de Charles le Chauve entrent à Vienne[16]. Girart de Roussillon est destitué au profit de Boson de Provence.
- 31 décembre : les Danois d’Hálfdan envahissent le royaume saxon du Wessex. Ils sont battus à la bataille d'Englefield, dans le Berkshire. C'est la première d'une série de batailles entre Danois et Saxons du Wessex[19].

- Les rois norvégiens de Dublin Olaf le Blanc et son frère Ívarr s'emparent de Dumbarton, capitale du royaume de Strathclyde, après un siège de quatre mois (870-871)[20]
- Naples s’allie aux Sarrasins contre sa rivale Amalfi[21].